# Stazione di Kintetsu Miyazu
La stazione di Kintetsu Miyazu (近鉄宮津駅?, Kintetsu Miyazu-eki) è una stazione ferroviaria della città di Kyōtanabe, nella prefettura di Kyoto, in Giappone, servente la linea Kintetsu Kyōto delle Ferrovie Kintetsu, che congiunge Kyoto con Nara. Dista 23,1 km dal capolinea di Kyoto Centrale.

## Linee
Ferrovie Kintetsu
● Linea Kintetsu Kyōto

## Aspetto
La stazione è costituita da 2 binari passanti contornati da quelli di transito, posti su un terrapieno con un marciapiede a isola centrale collegato al mezzanino situato al piano terra. La stazione non è liberamente accessibile ai portatori di handicap.
| 1 | ■ Linea Kintetsu Kyōto | per Shin-Hōsono, Yamato-Saidaiji, Nara, Tenri, Yamato-Yagi, Kashiharajingū-mae e Yoshino |
| 2 | ■ Linea Kintetsu Kyōto | per Shin-Tanabe, Ōkubo, Tambabashi, Kyoto e Kokusaikaikan                                |

## Stazioni adiacenti
| «                    | Servizio             | »                    |
| Linea Kintetsu Kyoto | Linea Kintetsu Kyoto | Linea Kintetsu Kyoto |
| -------------------- | -------------------- | -------------------- |
| Miyamaki             | Locale               | Komada               |
| Miyamaki Transito    | Espresso             | Capolinea Transito   |